# Nowthen (Minnesota)
Nowthen es una ciudad ubicada en el condado de Anoka, Minnesota, Estados Unidos. Tiene una población estimada, a mediados de 2021, de 4537 habitantes.

## Geografía
La localidad está ubicada en las coordenadas 45°20′35″N 93°26′58″O / 45.34306, -93.44944 (45.343116, -93.449553). Según la Oficina del Censo de los Estados Unidos, Nowthen tiene una superficie total de 91.15 km², de la cual 87.17 km² corresponden a tierra firme y 3.98 km² son agua.

## Demografía
Según el censo de 2020, en ese momento había 4536 personas residiendo en Nowthen. La densidad de población era de 52.04 hab./km². El 92.37% de los habitantes eran blancos, el 0.71% eran afroamericanos, el 0.35% eran amerindios, el 1.59% eran asiáticos, el 0.13% eran isleños del Pacífico, el 0.29% eran de otras razas y el 4.56% eran de una mezcla de razas. Del total de la población, el 2.03% eran hispanos o latinos de cualquier raza.